# Владимир Селджобалиев
Владимир Тодоров Селджобалиев е български юрист и общественик.

## Биография
Роден е в Пловдив. Завършва в гимназията в Николаев, а след това право в Белгия. Привърженик е на Радикалдемократическата партия. Служи като областен управител в Бургас. Деец е на Пловдивското македоно-одринско дружество. При избухването на Балканската война заминава доброволец за фронта. Ранен е тежко в бедрото и умира от раните си на 17 август 1913 година в София.
Женен е за Йова Димитрова, дъщерята на стамболовисткия политик Христо Даскалов, която впоследствие се омъжва за доктор Христо Аджаров.